# Alfonso La Marmora

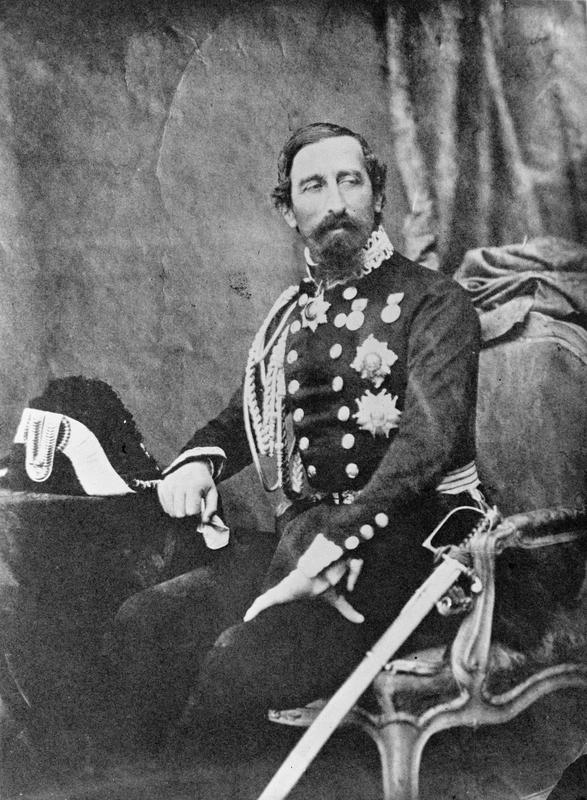
Alfonso La Marmora

Alfonso La Marmora (vor allem im 19. Jh. auch LaMarmora oder Lamarmora geschrieben, * 18. November 1804 in Turin; † 5. Januar 1878 in Florenz) war ein italienischer Politiker und General.

## Leben

### Herkunft
Alfonso La Marmora entstammte der alten piemontesischen, in Biella ansässigen Adelsfamilie Ferrero della Marmora. Er war ein Sohn des Marchese Celestino Ferrero de La Marmora (1754–1805) und der Raffaella Argentero di Bersezio (1770–1828). Seine älteren Brüder Charles Emmanuel (1788–1854) Prinz von Masserano und Alberto (1789–1863) wurden ebenfalls hohe Militärs, ein weiterer, Alessandro  (1799–1855), gilt als Vater der Bersaglieri-Truppe.

### Militärkarriere und Politik
Nach Abschluss der Offiziersausbildung im Jahr 1822 unternahm Alfonso etliche Studienreisen durch Europa. Danach beauftragte ihn der König von Sardinien-Piemont mit der Modernisierung seiner Artillerietruppe. Als Oberst nahm er im Ersten Italienischen Unabhängigkeitskrieg 1848 an der Schlacht von Goito und an der Belagerung von Peschiera del Garda teil. Nach der Niederlage in der Schlacht von Novara kam er als königlicher Statthalter nach Genua, wo er einen Aufstand blutig niederschlug. Im November 1849 ernannte König Vittorio Emanuele II. ihn zum Kriegsminister. 1855 befehligte er das sardinische Expeditionskorps im Krimkrieg. Hier nahm er an der Belagerung von Sewastopol teil. 
1857 wurde er für den Wahlkreis Biella in das Parlament des Königreiches Sardinien gewählt, der Beginn seiner Karriere als Politiker.
Im Sardinischen Krieg 1859 unterstützte er König Viktor Emanuel II., der selbst den Oberbefehl über die Armee von Sardinien-Piemont übernommen hatte. Er nahm an der Schlacht von San Martino teil.
Am 19. Juli 1859 wurde La Marmora, als Nachfolger Cavours, Ministerpräsident von Sardinien. Dies blieb er bis zum 21. Januar 1860. 1864 löste er Marco Minghetti in Turin als italienischer Ministerpräsident ab. 1865/1866 schmiedete er mit Preußen ein Bündnis gegen das Kaisertum Österreich (Preußisch-Italienischer Allianzvertrag). 1866 übernahm er die Führung des italienischen Heeres im Krieg gegen Österreich, unterlag jedoch in der Schlacht bei Custozza. Nach der Besetzung Roms wurde er 1870 königlicher Statthalter in den Gebieten des ehemaligen Kirchenstaates, danach zog er sich in den Ruhestand zurück.
Alfonso La Marmora wurde in der Basilica San Sebastiano in Biella beigesetzt.

## Nachleben
Nach 1860 machte eine die Einigung Italiens popularisierend-verherrlichende Geschichtsschreibung Alfonso La Marmora zu einem der Helden des Risorgimento. So blieb, wenn auch nicht seine historische Leistung, so doch sein Name im öffentlichen Gedächtnis – mit zum Teil kuriosen Folgen bis heute. Wenn ein Mitglied in die ’Ndrangheta aufgenommen wird, dann schwört er ihr Treue im Namen der Helden des Risorgimento: „nel nome di Garibaldi, Mazzini, Lamarmora“.